# Unité urbaine de Tarbes
L'unité urbaine de Tarbes est une unité urbaine française centrée sur la ville de Tarbes, préfecture du département des Hautes-Pyrénées au cœur de la première agglomération urbaine du département, dans la région Occitanie.

## Données générales
En 2010, selon l'Insee, l'unité urbaine de Tarbes était composée de quatorze communes, toutes situées dans l'arrondissement de Tarbes, subdivision administrative du département des Hautes-Pyrénées.
En 2020, l'Insee définit un nouveau zonage des unités urbaines. La nouvelle unité urbaine de Tarbes comprend désormais 15 communes, une de plus qu'en 2010, la commune de Salles-Adour.
En 2022, avec 80 963 habitants, elle représente la 1re unité urbaine du département des Hautes-Pyrénées et occupe le 9e rang dans la région Occitanie.
En 2022, sa densité de population s'élève à 781 hab/km2. Par sa superficie, elle ne représente que 2,3 % du territoire départemental mais, par sa population, elle regroupe 34,98 % de la population du département des Hautes-Pyrénées, soit plus du tiers.

## Composition 2020 de l'unité urbaine
Elle est composée des 15 communes suivantes :
| Nom                   | Code Insee | Département     | Statut       | Superficie (km2) | Population (dernière pop. légale) | Densité (hab./km2) | Modifier                                    |
| --------------------- | ---------- | --------------- | ------------ | ---------------- | --------------------------------- | ------------------ | ------------------------------------------- |
| Tarbes (ville-centre) | 65440      | Hautes-Pyrénées | ville-centre | 15,33            | 44 529 (2022)                     | 2 905              | modifier les données · modifier les données |
| Aureilhan             | 65047      | Hautes-Pyrénées | banlieue     | 9,44             | 8 033 (2022)                      | 851                | modifier les données · modifier les données |
| Barbazan-Debat        | 65062      | Hautes-Pyrénées | banlieue     | 9,78             | 3 495 (2022)                      | 357                | modifier les données · modifier les données |
| Bordères-sur-l'Échez  | 65100      | Hautes-Pyrénées | banlieue     | 15,95            | 5 394 (2022)                      | 338                | modifier les données · modifier les données |
| Bours                 | 65108      | Hautes-Pyrénées | banlieue     | 4,68             | 889 (2022)                        | 190                | modifier les données · modifier les données |
| Chis                  | 65146      | Hautes-Pyrénées | banlieue     | 3,74             | 302 (2022)                        | 81                 | modifier les données · modifier les données |
| Horgues               | 65223      | Hautes-Pyrénées | banlieue     | 4,49             | 1 201 (2022)                      | 267                | modifier les données · modifier les données |
| Laloubère             | 65251      | Hautes-Pyrénées | banlieue     | 4,05             | 1 858 (2022)                      | 459                | modifier les données · modifier les données |
| Momères               | 65313      | Hautes-Pyrénées | banlieue     | 2,34             | 731 (2022)                        | 312                | modifier les données · modifier les données |
| Odos                  | 65331      | Hautes-Pyrénées | banlieue     | 8,77             | 3 291 (2022)                      | 375                | modifier les données · modifier les données |
| Orleix                | 65340      | Hautes-Pyrénées | banlieue     | 8,28             | 1 929 (2022)                      | 233                | modifier les données · modifier les données |
| Salles-Adour          | 65401      | Hautes-Pyrénées | banlieue     | 2,48             | 568 (2022)                        | 229                | modifier les données · modifier les données |
| Sarrouilles           | 65410      | Hautes-Pyrénées | banlieue     | 4,21             | 541 (2022)                        | 129                | modifier les données · modifier les données |
| Séméac                | 65417      | Hautes-Pyrénées | banlieue     | 6,29             | 5 202 (2022)                      | 827                | modifier les données · modifier les données |
| Soues                 | 65433      | Hautes-Pyrénées | banlieue     | 3,90             | 3 000 (2022)                      | 769                | modifier les données · modifier les données |

## Évolution démographique
L'évolution démographique ci-dessous concerne l'unité urbaine selon le périmètre défini en 2020.
| 1968   | 1975   | 1982   | 1990   | 1999   | 2006   | 2011   | 2016   | 2022   |
| ------ | ------ | ------ | ------ | ------ | ------ | ------ | ------ | ------ |
| 77 720 | 82 203 | 82 023 | 79 273 | 78 293 | 78 474 | 77 226 | 76 088 | 80 963 |